# Bằng Giang (nhạc sĩ)
Bằng Giang (1938 – 2024) là một nhạc sĩ nhạc vàng, tác giả của nhiều ca khúc được nhiều người biết đến trước năm 1975 như Thành phố mưa bay, Lính trận miền xa, Người em xóm đạo...

## Cuộc đời
Ông tên thật là Trần Văn Khởi, sinh năm 1938 tại Biên Hòa.
Lớn lên, ông tham gia văn nghệ cho các trại lính ở Biên Hòa. Năm 1962, ông được người bà con là chủ hầm đá ở Bửu Long giúp đỡ cho cùng với Chế Linh. Hai sáng tác đầu tiên của ông đồng tác giả với Chế Linh là Đêm buồn tỉnh lẻ và Bài ca kỷ niệm. Ngoài ra, ông còn có một số sáng tác riêng cũng rất nổi tiếng là Thành phố mưa bay, Người em xóm đạo, Người về đơn vị mới...
Từ năm 1992, ông sang định cư tại tiểu bang Georgia, Hoa Kỳ. Tại đây ông tiếp tục sáng tác, phổ thơ của các nhà thơ như Thy Lệ Trang, Hoàng Ánh Nguyệt.
Ông qua đời vào ngày 8 tháng 10 năm 2024.

## Sáng tác

### Trước 1975
- Ai về phố thị
- Bài ca kỷ niệm[4] (1967)
- Bài ca ngày vu quy
- Đêm buồn tỉnh lẻ[4] (1966)
- Đêm hôm đó
- Đêm mưa tưởng nhớ
- Đếm bước cô đơn[4]
- Đoạn tái bút[4] (1970)
- Giông tố qua rồi[5]
- Làm sao quên[4]
- Lính trận miền xa[6] (1970)
- Lỡ cuộc tình sầu
- Lời hát cho quê hương[7]
- Mai anh đi rồi
- Mưa buồn tỉnh lẻ[4]
- Ngày em sang ngang
- Người em xóm đạo (1970)
- Ngày nào đó
- Người về đơn vị mới (1968)
- Sầu thương chưa dứt[4]
- Tạc đá thành thơ[8]
- Tâm sự nhỏ bé
- Thành phố mưa bay (1973)
- Tình người biên giới
- Tôi đã yêu người
- Trăng cài nhớ bước chinh nhân[8]
- Từ khi biết em
- Về thăm xóm đạo (tức Người em xóm đạo 2, 1971)
- Xa dấu tình hồng
- Xa nhau từ đó (1970)
- Yêu em từ đó (1969)

### Sau 1975
- Bên giòng Đồng Nai[9]
- Biên Hoà ca
- Bướm trắng[10]
- Dòng lệ hạnh phúc[11]
- Đêm giã từ[10]
- Đưa em về bên đó
- Giấc mộng lành[11]
- Mùa thu Montréal
- Thương người tình xa
- Tiễn em lần cuối[10]
- Tình biển[10]
- Từ đó ta yêu em